# Hans Jendretzky

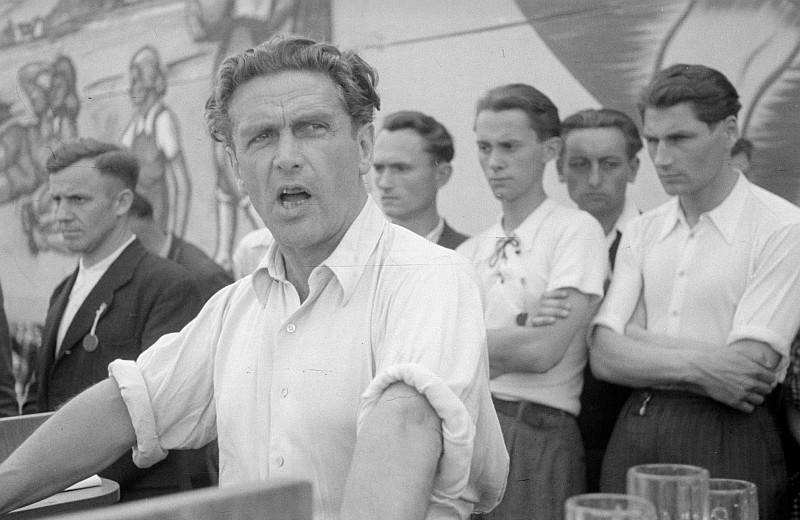
Hans Jendretzky (1947)

Gustav Ernst Hans Jendretzky (* 20. Juli 1897 in Berlin; † 2. Juli 1992 ebenda) war ein deutscher Gewerkschaftsfunktionär und Politiker (USPD, KPD, SED) in der Weimarer Republik und der DDR. Von 1928 bis 1932 war er Abgeordneter im preußischen Landtag. In der Zeit des Nationalsozialismus leistete er Widerstand und war mehrmals in Haft. 
Er war von 1946 bis 1948 erster Vorsitzender des Freien Deutschen Gewerkschaftsbundes (FDGB) in der sowjetischen Besatzungszone. Von 1948 bis 1953 war Jendretzky Vorsitzender der SED-Landesleitung bzw. Bezirksleitung Groß-Berlin und von 1950 bis 1953 Kandidat des Politbüros des ZK der SED. Von 1949 bis 1953 und erneut von 1958 bis März 1990 gehörte er der Volkskammer der DDR an.

## Leben
Als Sohn des Buchdruckers Carl Gustav Jendretzky und der Eugenie Flora Jenny geb. Bernhard wurde Hans Jendretzky in der Strelitzer Straße 15 geboren. Er absolvierte nach der Schule eine Schlosserlehre. Von 1912 bis 1916 war er Mitglied der Metallarbeiterjugend und danach des Deutschen Metallarbeiter-Verbandes (DMV). Von 1919 bis 1927 hatte er verschiedene gewerkschaftliche Funktionen auf regionaler und betrieblicher Ebene, ab 1923 im Deutschen Transportarbeiter-Verband (DTV). 1919 trat er der USPD bei, ein Jahr später wechselte er zur KPD, deren hauptamtlicher Funktionär er 1926 wurde. Er leitete von 1927 bis 1929  den Roten Frontkämpferbund im Gau Berlin-Brandenburg, anschließend war er von 1929 bis 1932 Sekretät der Unterbezirks-Leitung der KPD Frankfurt/Cottbus und 1933/34 Mitglied der KPD-Bezirksleitung Berlin. Von 1928 bis 1932 gehörte er dem preußischen Landtag an. 

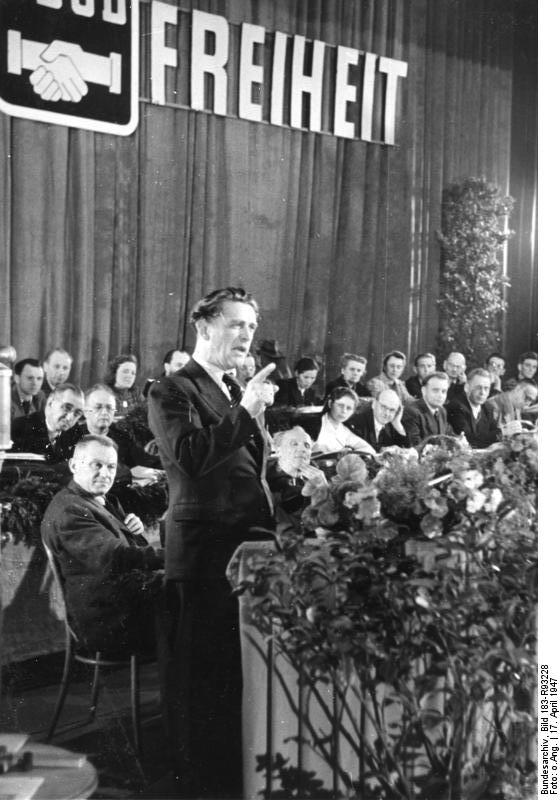
Hans Jendretzky auf dem II. FDGB-Kongress in Berlin, 1947

Von den Nazis wurde er 1934 verhaftet und wegen „Vorbereitung zum Hochverrat“ zu drei Jahren Zuchthaus verurteilt. Die Haft verbüßte er im Zuchthaus Luckau, anschließend wurde er ins KZ Sachsenhausen eingeliefert und erst 1938 entlassen. Danach konnte er wieder als Schlosser arbeiten. 1943/44 arbeitete er in der Saefkow-Jacob-Bästlein-Organisation mit, worauf er im August 1944 erneut festgenommen wurde. Im Oktober 1944 wurde er vom Volksgerichtshof zu drei Jahren Gefängnis verurteilt und verbüßte die Strafe im Zuchthaus Brandenburg und in Nürnberg. Im April 1945 konnte er fliehen.
Nach Kriegsende beteiligte sich Jendretzky am Wiederaufbau der KPD und der Gewerkschaften. Er war jeweils Mitunterzeichner des Aufrufs der KPD vom 11. Juni 1945 sowie des Aufrufs des Vorbereitenden Gewerkschaftsausschusses für Groß-Berlin vom 15. Juni 1945. Im Berliner Magistrat unter dem parteilosen Oberbürgermeister Arthur Werner übernahm er als Stadtrat von Mai 1945 bis Dezember 1946 die Leitung der Abteilung Arbeit, die für den Arbeitseinsatz zuständig war. 1946 war er Mitbegründer des FDGB in der sowjetischen Besatzungszone und bis 1948 auch dessen erster Vorsitzender. Als Nachfolger von Hermann Matern hatte Jendretzky von 1948 bis 1953 die Leitung der Berliner SED (als Landesvorsitzender bzw. ab 1952 Erster Sekretär der Bezirksleitung) inne. Er war zudem ab 1946 Mitglied des Vorstandes bzw. Zentralkomitees der Gesamtpartei und ab 1950 Kandidat des Politbüros. 1948/49 gehörte er dem Deutschen Volksrat und nach Gründung der DDR 1949 bis 1954 der Volkskammer an.

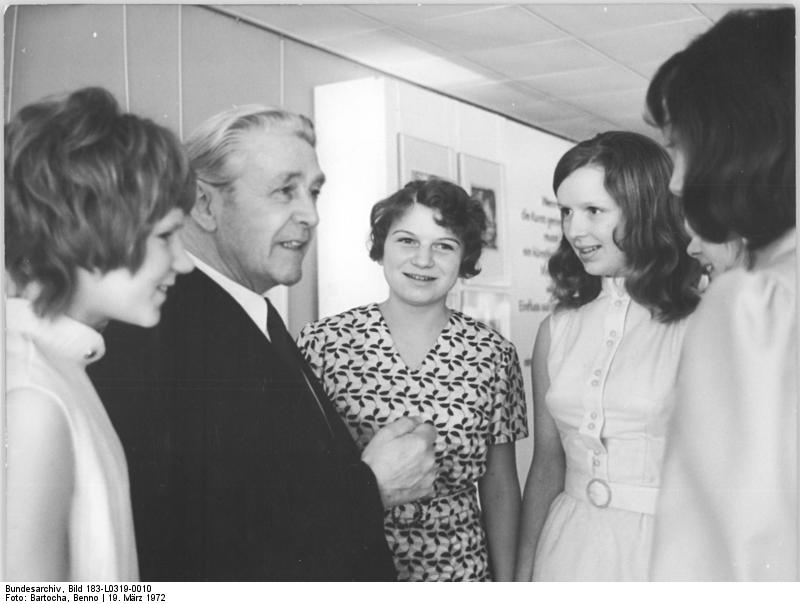
Hans Jendretzky bei einer Jugendweihe, 1972

Sein politischer Aufstieg wurde 1953 gebremst, als er nach dem Aufstand des 17. Juni als angeblicher Anhänger der Zaisser-Herrnstadt-Gruppe aus dem Politbüro ausgeschlossen wurde. Im August 1953 wurde er als 1. Sekretär der SED-Bezirksleitung Berlin durch Alfred Neumann ersetzt, im Januar 1954 erhielt er zudem eine Parteirüge. Er war dann von 1953 bis September 1957 Vorsitzender des Rates des Bezirkes Neubrandenburg sowie ab 1954 Mitglied des Nationalrats der Nationalen Front. Nach dem XX. Parteitag der KPdSU 1956 (Entstalinisierung) erfolgte die Rehabilitierung und Aufhebung der Parteistrafe. 
Im Februar 1957 wurde er zusammen mit Alexander Abusch und Franz Dahlem wieder als Mitglied in das Zentralkomitee der SED kooptiert. Im Februar 1958 wurde er als Nachfolger von Franz Peplinski zum Stellvertreter des Ministers des Innern und Staatssekretär für Angelegenheiten der örtlichen Räte berufen. 1960/61 war er Staatssekretär und Leiter des Sekretariats des Ministerrats, von November 1961 bis Mai 1963 Minister und Leiter der Zentralen Kommission für Staatliche Kontrolle (Nachfolger von Ernst Wabra). Er gehörte von 1959 bis November 1989 dem Bezirksvorstand Berlin des FDGB an und wirkte von Mai 1963 bis 1965 als Mitglied des Präsidiums und Sekretär des Bundesvorstandes des FDGB.

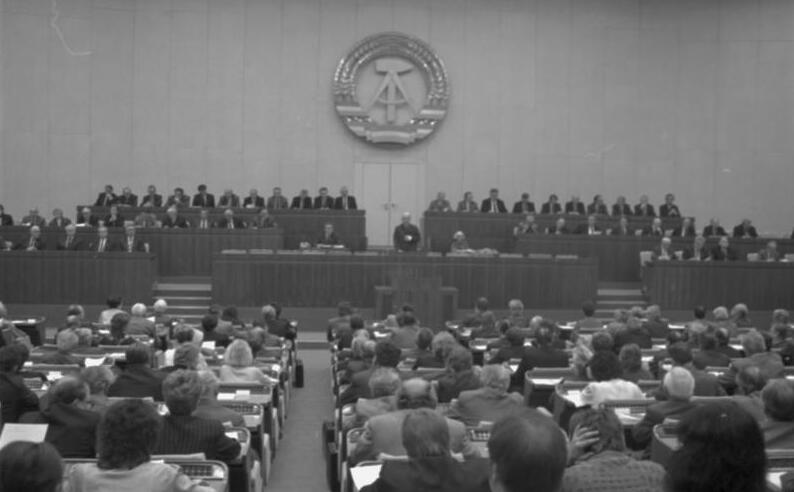
Volkskammertagung unter Leitung von Hans Jendretzky im Palast der Republik, November 1989

Ab 1958 war Hans Jendretzky erneut Mitglied der Volkskammer, er gehörte ihr während sieben aufeinanderfolgenden Legislaturperioden bis März 1990 an. 1965 übernahm er den Vorsitz der FDGB-Fraktion im Parlament (bis 1990), ab 1976 war er zudem stellvertretender Vorsitzender der Interparlamentarischen Gruppe. Infolge des Rücktritts des Volkskammerpräsidenten Horst Sindermann und des restlichen Präsidiums leitete er nach dem Verzicht von Wilhelmine Schirmer-Pröscher als Alterspräsident am 13. November 1989 bis zur Wahl von Günther Maleuda die Sitzung der Volkskammer. Sämtliche Parteiämter und Mandate musste er dann im Verlauf der Wende und friedlichen Revolution in der DDR aufgeben. Nach 1990 war er Mitglied der PDS und des Interessenverbands der Verfolgten des Naziregimes (IVVdN).
Seine erste Ehefrau war die Arbeiterin Margareta Michaelis. Diese Ehe wurde nach zwölf Jahren 1932 geschieden. Seine zweite Ehefrau war die bekannte Schauspielerin Marta Husemann († 1960), die dritte Ehefrau war die Richterin Irmgard Jendretzky geb. Eisermann (1918–2010), die 1997 wegen der Waldheimer Prozesse zu vier Jahren Haft verurteilt wurde.

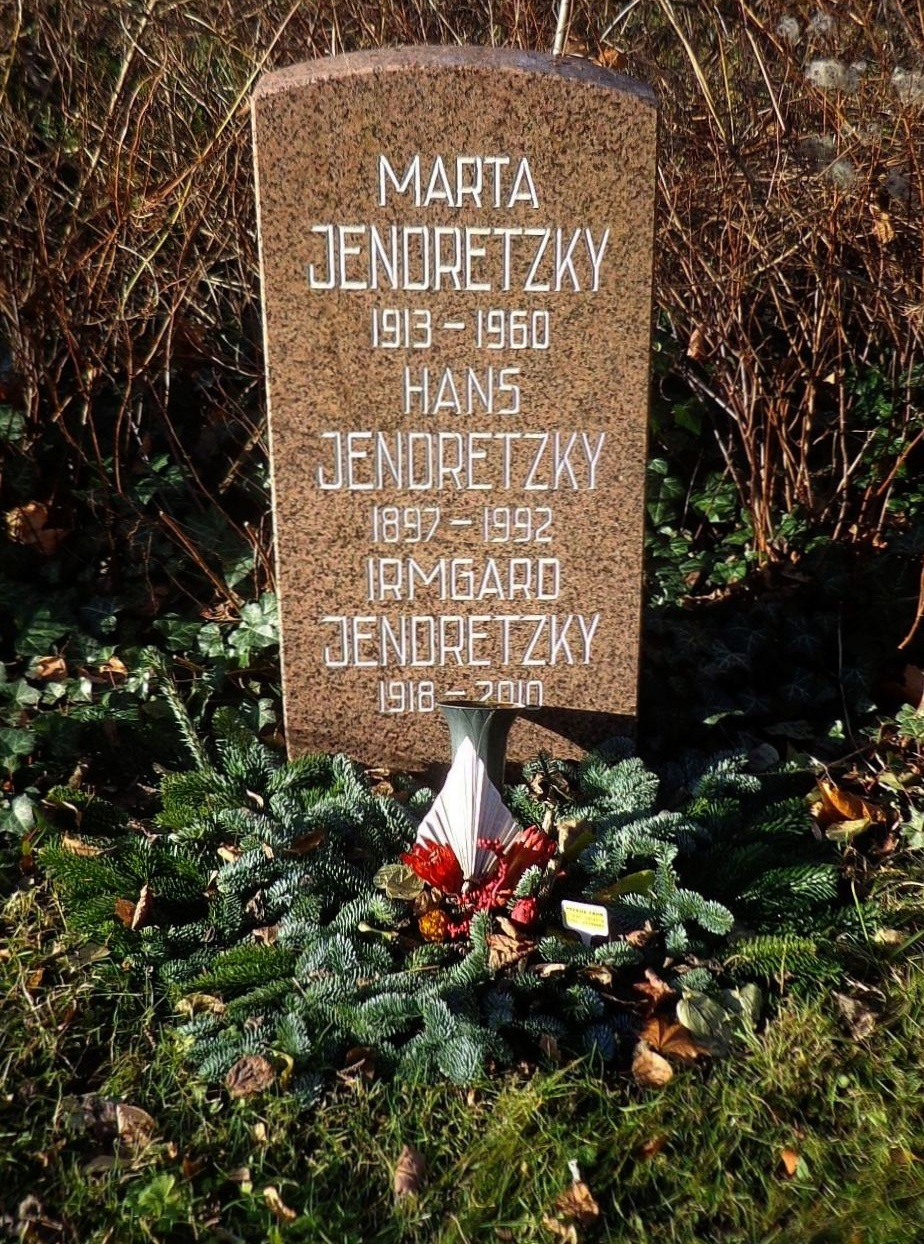
Grabstätte

Die Urnen von Hans, Marta und Irmgard Jendretzky wurden in der Grabanlage Pergolenweg des Berliner Zentralfriedhofs Friedrichsfelde beigesetzt.

## Ehrungen
- 6. Mai 1955 Vaterländischer Verdienstorden in Silber
- 1957 Orden Banner der Arbeit
- 1959 Vaterländischer Verdienstorden (Ausprägung unbekannt)
- 1960 Ernst-Moritz-Arndt-Medaille
- 1962 Karl-Marx-Orden
- 1965 Vaterländischer Verdienstorden (Ausprägung unbekannt)
- 1970 Ehrenspange zum Vaterländischen Verdienstorden
- 1972 Stern der Völkerfreundschaft
- 1977 Großer Stern der Völkerfreundschaft
- 1982 Ehrentitel Held der Arbeit
- 1987 Vaterländischer Verdienstorden in Gold

## Darstellung Jendretzkys in der bildenden Kunst der DDR
- Hans Kies: Hans Jendretzky (Porträtbüste, Bronze, um 1977)[11]

## Veröffentlichungen
- Mehr produzieren! Richtig verteilen! Besser leben! Berlin 1947.
- Prag, der erste, aber entscheidende Schritt. Berlin 1947.
- Die neuen deutschen Gewerkschaften und der 9. November 1918. Berlin 1948.
- mit Paul Lähne: Die Aufgaben der Gewerkschaften in der Bergbauwirtschaft. Berlin 1948.
- Neue deutsche Gewerkschaftspolitik. Dargestellt in Reden und Beiträgen. Berlin 1948.
- Die Reparationsfrage. Berlin 1948.
- Sie hetzen – wir bauen auf. Für die Einheit Berlins, gegen die Spalterwahlen. Berlin 1948.
- Aufbauplan Berlin – ein Friedensplan für ganz Deutschland. Berlin 1951.
- Zu einigen Aufgaben der örtlichen Organe der Staatsmacht im Siebenjahrplan. Berlin 1960.
- Der gewerkschaftliche Kampf um Frieden, Einheit und Sozialismus 1945–1948. Aus Reden und Aufsätzen. Berlin 1961.
- Die neuen Aufgaben der staatlichen und gesellschaftlichen Kontrolle. Berlin 1962.
- Die Einheit ist der Fels, auf dem die Zukunft der Arbeiterklasse ruht. Erinnerungen an wichtige Etappen meines Wirkens in der Arbeiterbewegung. Berlin 1987.